# ماثيو وليامز (لاعب كرة قاعدة أسترالي)
ماثيو وليامز (بالإنجليزية: Matthew Williams)‏ هو لاعب كرة قاعدة أسترالي، ولد في 28 فبراير 1987 في Camden Council (New South Wales) ‏ في أستراليا.

## وصلات خارجية
- ماثيو وليامز على موقع دوري أستراليا لكرة القاعدة (الإنجليزية)
- ماثيو وليامز على موقعبيزبول رفرنس.كوم (الدوري الثانوي) (الإنجليزية)
- ماثيو وليامز على موقع مشجعي الرسوم البيانية (الإنجليزية)